# Groep Scholten/Dijkman
De Groep Scholten/Dijkman was een fractie in de Nederlandse Tweede Kamer, die op 8 december 1983 ontstond toen de Kamerleden Jan Nico Scholten en Stef Dijkman zich afsplitsten van het CDA. 

## Reden van afsplitsing
Scholten en Dijkman behoorden voor hun afsplitsing herhaaldelijk tot een kleine groep CDA'ers die op defensiegebied en sociaal beleid tegen een fractiemeerderheid stemde. Vooral de mogelijke plaatsing van kruisraketten in Nederland leidde ertoe dat de twee in conflict raakten met de fractieleiding en het partijbestuur onder leiding van Piet Bukman. Nadat Scholten het fractiewoordvoerderschap op buitenlands beleid werd ontnomen, besloten de twee uit het CDA te stappen en een onafhankelijke fractie te vormen.

## Verdere historie
In 1985 besloot Dijkman om zich aan te sluiten bij de fractie van de PPR. Scholten ging tot de verkiezingen van 1986 door als de eenmansfractie Groep Scholten, en sloot zich vervolgens aan bij de Partij van de Arbeid. Voor deze partij was hij later nog korte tijd lid van de Eerste Kamer.

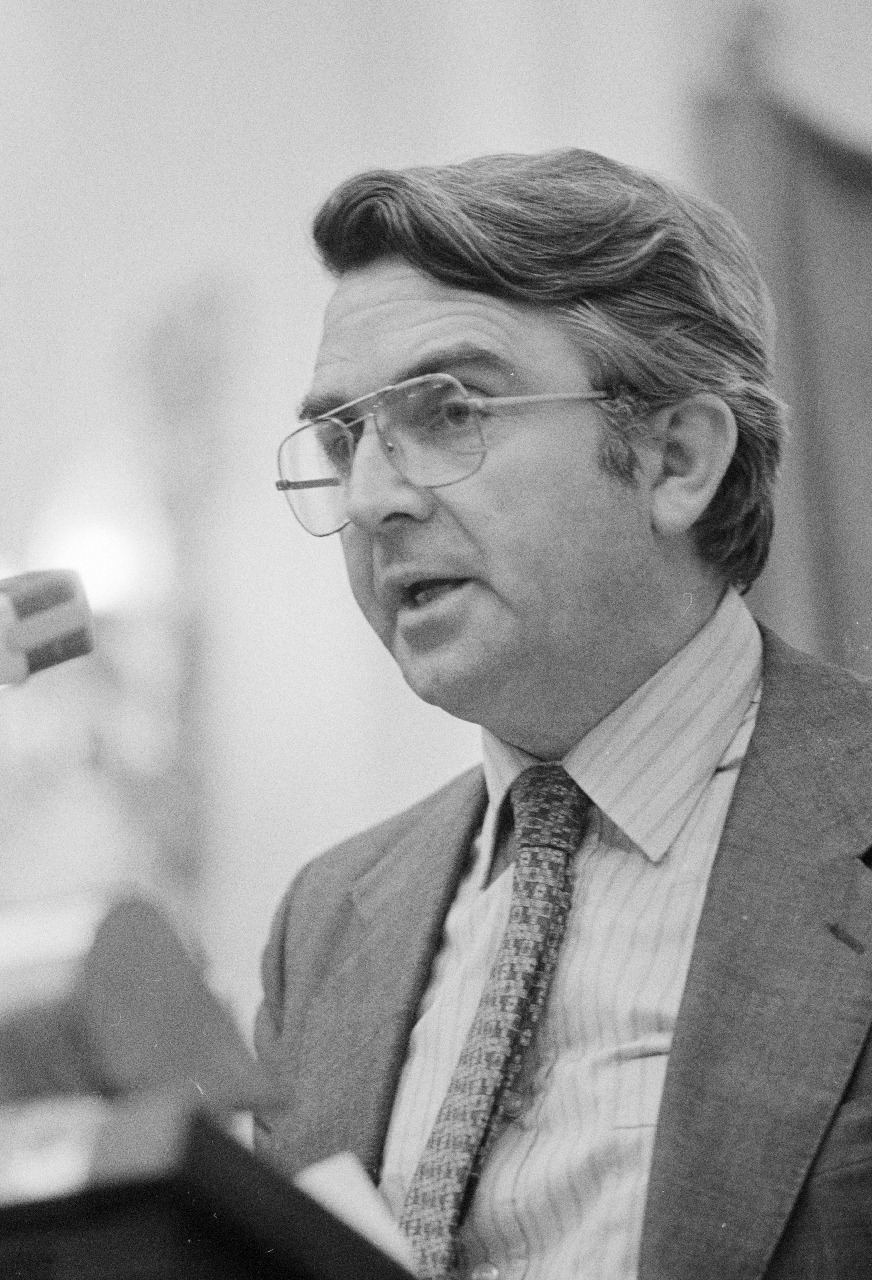
J.N. Scholten (1980)
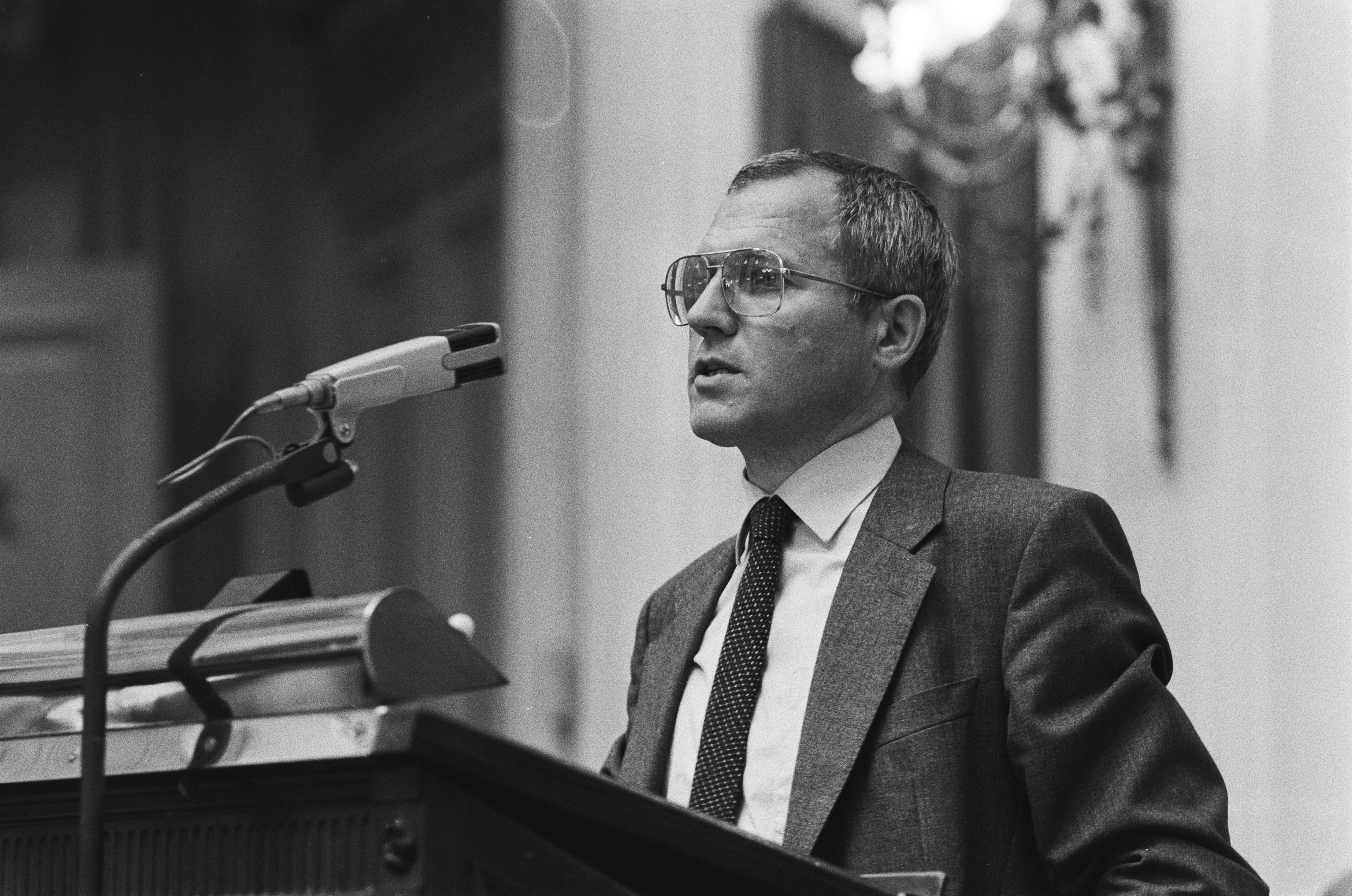
S. Dijkman (1980)